# Xích đạo thiên cầu

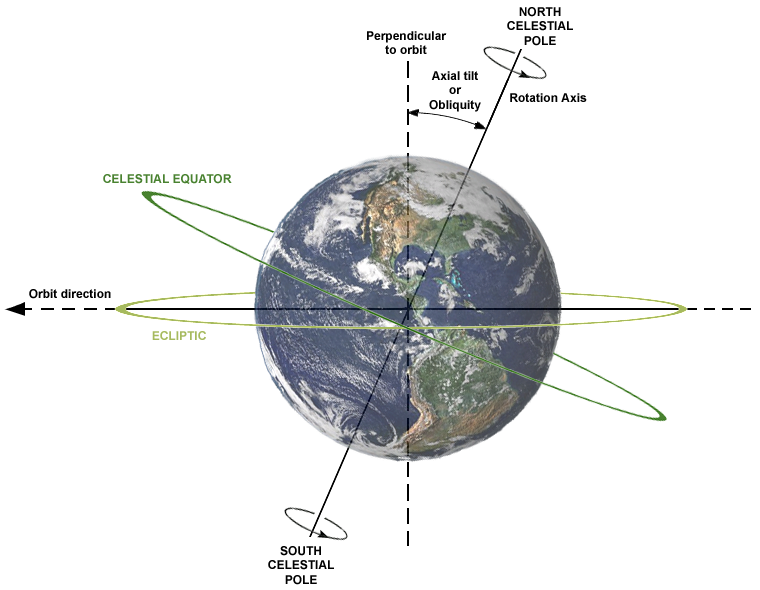
Xích đạo thiên cầu hiện nay nghiêng một góc khoảng 23.44° so với mặt phẳng hoàng đạo. Hình trên cho thấy liên hệ giữa độ nghiêng trục quay Trái Đất (obliquity), trục quay, và mặt phẳng quỹ đạo.

Xích đạo thiên cầu là một đường tròn lớn trên một thiên cầu tưởng tượng, cùng mặt phẳng của xích đạo Trái Đất. Nói một cách khác, nó là sự phóng chiếu của xích đạo Trái Đất ra không gian. Đây là mặt phẳng tham chiếu của hệ tọa độ xích đạo. Do sự nghiêng của trục quay Trái Đất, xích đạo thiên cầu hiện nay nghiêng một góc 23,44° so với mặt phẳng quỹ đạo Trái Đất hay hoàng đạo, nhưng 5 triệu năm trở lại đây giá trị độ nghiêng đã thay đổi trong khoảng từ 22,0° đến 24,5° do sự nhiễu loạn đến từ các hành tinh khác.
Đối với một người quan sát đứng trên vùng xích đạo của Trái Đất, xích đạo thiên cầu là một nửa đường tròn tưởng tượng đi qua thiên đỉnh, hay điểm trên bầu trời trực tiếp trên đỉnh đầu. Khi người quan sát di chuyển về phía bắc (hoặc nam), xích đạo thiên cầu nghiêng dần về phía chân trời đối diện. Tại hai vùng cực, xích đạo thiên cầu trùng với đường chân trời lý tưởng. Tại mọi vĩ độ, xích đạo thiên cầu là một cung tròn hoặc vòng tròn đều đặn vì người quan sát chỉ ở một góc xa hữu hạn so với mặt phẳng của xích đạo thiên cầu, nhưng ở khoảng cách xa vô cực so với bản thân đường xích đạo thiên cầu.
Các thiên thể nằm gần đường xích đạo thiên cầu sẽ có thể thấy được phía trên đường chân trời tại hầu hết địa điểm trên Trái Đất, nhưng đỉnh điểm (đi qua đường kinh tuyến) cao nhất của chúng chỉ xảy ra ở gần vùng xích đạo. Xích đạo thiên cầu hiện nay đi qua các chòm sao sau:
| - Song Ngư (gồm điểm xuân phân nằm ở phía trên ranh giới phía nam của chòm sao) - Kình Ngư - Kim Ngưu - Ba Giang - Lạp Hộ (cắt qua gần đai lưng Lạp Hộ) | - Kỳ Lân - Tiểu Khuyển - Trường Xà - Lục Phân Nghi - Sư Tử | - Xử Nữ (gồm điểm thu phân) - Cự Xà (phần đầu) - Xà Phu - Cự Xà (phần đuôi) - Thiên Ưng - Bảo Bình |

Đây cũng là những chòm sao có thể được quan sát nhất trên toàn bộ Trái Đất.
Trong thời gian hàng nghìn năm, sự định hướng của xích đạo Trái Đất và do đó là các chòm sao mà xích đạo thiên cầu đi qua cũng sẽ thay đổi bởi sự tiến động trục quay Trái Đất.
Các thiên thể khác ngoài Trái Đất cũng có các xích đạo thiên cầu của chúng được định nghĩa tương tự.